# Graeme Brown
Pour les articles homonymes, voir Brown.
Graeme Allen Brown est un coureur cycliste australien, né le 9 avril 1979 à Darwin dans Territoire du Nord. Professionnel de 2002 à 2016 et actif sur route et sur piste, il a notamment été champion olympique de poursuite par équipes et de l'américaine aux Jeux d'Athènes en 2004, et champion du monde de poursuite par équipes en 2003.

## Biographie
Remarquable sprinteur, Brown se révèle alors qu'il est encore amateur dans l'équipe australienne United Water en remportant notamment une étape du Tour Down Under en 2001, devançant Stuart O'Grady. Il rejoint alors l'équipe Ceramiche Panaria-Fiordo, avec laquelle il remporte deux étapes du Tour de Langkawi 2002, et termine 2e de la 1re étape du Tour d'Italie. Après un excellent début de saison 2003, marqué par une nouvelle victoire d'étape sur le Tour Down Under et deux sur le Tour de Langkawi, il se concentre sur la préparation des épreuves sur piste des Jeux olympiques d'été de 2004 à Athènes. Champion du monde de poursuite en 2003, il obtient deux titres olympiques, en américaine avec Stuart O'Grady, et en poursuite par équipes avec Brett Lancaster, Bradley McGee et Luke Roberts, avec qui il bat le record du monde de la spécialité. 
Revenu à la route en 2005, il s'illustre à nouveau sur le Tour de Langkawi, dont il remporte 5 étapes. Malgré une deuxième place sur la Coppa Bernocchi et une troisième sur le Tour de Romagne, ses résultats en Europe ne sont pas à la hauteur de ses performances répétées sur les courses de début de saison. 
Brown rejoint alors la formation Rabobank, avec laquelle il s'impose régulièrement. En 2006, il remporte le Tour de Rijke, ainsi que deux étapes du Tour d'Allemagne. En 2007, il remporte une étape du Tour de Californie, une étape du Tour de Murcie et une étape du Tour de Pologne, et termine deuxième du Tour du Groene Hart, du Tour de Cologne et du Tour de Rijke. En 2008, il remporte le Trofeo Cala Millor et une nouvelle étape du Tour de Murcie. Il termine également 2e du Trofeo Mallorca et 3e de la Clásica de Almería. 
Après une fin de saison 2008 moins brillante, Brown commence l'année 2009 par une remarquable succession de victoires. Il remporte ainsi une étape du désormais très relevé Tour Down Under, puis deux étapes du Tour de Murcie et la course belge Nokere Koerse. Il termine également 2e du Trofeo Cala Millor, de la Clásica de Almería et du Tour du Groene Hart, et 4e du Trofeo Mallorca.
Il devient un équipier important pour le sprinter Theo Bos, arrivé chez Rabobank en 2011. À la suite de changement de sponsor, l'équipe est renommée Blanco puis Belkin en 2013. À l'issue de la saison 2014, Graeme Brown quitte Belkin. Il retrouve une équipe australienne en s'engageant avec Drapac. Il met fin à sa carrière à l'issue de la saison 2016.

### Accusations de dopage
Brown fut accusé de dopage par le cycliste australien Mark French, chez qui des ampoules d'EquiGen avaient été saisies, lors d'une audition devant le Tribunal arbitral du sport,. Mais faute de preuves, Brown ne fut jamais inquiété.

## Palmarès sur piste

### Jeux olympiques
- Sydney 2000
  - 5e de la poursuite par équipes (avec Michael Rogers, Bradley McGee et Brett Aitken)
- Athènes 2004
  -  Champion olympique de poursuite par équipes (avec Luke Roberts, Brett Lancaster et Bradley McGee)
  -  Champion olympique de l'américaine (avec Stuart O'Grady)
- Pékin 2008
  - 4e de la poursuite par équipes

### Championnats du monde
- Anvers 2001
  - 5e de l'américaine
- Ballerup 2002
  - 6e de l'américaine
  - 6e du scratch
- Stuttgart 2003
  -  Champion du monde de poursuite par équipes (avec Brett Lancaster, Peter Dawson et Luke Roberts)
  - 8e de l'américaine
- Manchester 2008
  -  Médaillé de bronze de la poursuite par équipes

### Championnats du monde juniors
- 1997
  -  Champion du monde de poursuite par équipes juniors (avec Scott Davis, Brett Lancaster et Michael Rogers)

### Coupe du monde
- 1999
  - 1er de la poursuite par équipes à San Francisco (avec Nigel Grigg, Brett Lancaster et Luke Roberts)
  - 1er de la poursuite par équipes à Cali (avec Nigel Grigg, Brett Lancaster et Luke Roberts)
- 2002
  - 1er de la course aux points

### Jeux du Commonwealth
- Manchester 2002
  -  Médaillé d'or de la poursuite par équipes
  -  Médaillé d'or du scratch

### Six jours
- Six Jours de Nouméa : 2002 (avec Danny Clark)

### Championnats d'Australie
- 1996
  -  Champion d'Australie de vitesse individuelle juniors
- 1997
  -  Champion d'Australie de poursuite par équipes juniors
- 1999
  -  Champion d'Australie de course aux points
- 2000
  -  Champion d'Australie de poursuite par équipes
- 2003
  -  Champion d'Australie de l'américaine (avec Mark Renshaw)

## Palmarès sur route

### Coureur amateur
| - 1998 - 8e étape de la Commonwealth Bank Classic - 1999 - 3e de la Jayco Bay Classic - 2000 - 5e étape de la Jayco Bay Classic - 4eb et 9eb étapes de la Commonwealth Bank Classic - 2e de la Jayco Bay Classic | - 2001 - Champion d'Australie sur route espoirs - 1re étape du Tour Down Under - 6eb étape du Tour des régions italiennes - 6e étape du Tour du Japon - 2e de la Jayco Bay Classic |

### Coureur professionnel
| - 2002 - 6e et 10e étapes du Tour de Langkawi - 2003 - 6e étape du Tour Down Under - 5e et 7e étapes du Tour de Langkawi - 2004 - 5e étape de la Jayco Bay Classic - 2005 - 1re, 5e, 7e, 9e et 10e étapes du Tour de Langkawi - 2e de la Coppa Bernocchi - 3e du Tour de Romagne - 2006 - 4e et 8e étapes du Tour d'Allemagne - Tour de Rijke - 3e du Delta Profronde - 2007 - 1re étape du Tour de Californie - 3e étape du Tour de Murcie - 1re étape du Tour de Pologne - 2e du Tour de Cologne - 2e du Tour de Basse-Saxe - 2e du Tour de Rijke - 2008 - Trofeo Cala Millor - 1re étape du Tour de Murcie - 2e du Trofeo Palma de Mallorca - 3e de la Clásica de Almería | - 2009 - Jayco Bay Classic: - Classement général - 2e étape - 3e étape du Tour Down Under - 1re et 5e étapes du Tour de Murcie - Nokere Koerse - Circuit du Houtland - Prologue du Tour de Perth - 2e du Trofeo Cala Millor - 2e du Clásica de Almería - 2e du Tour du Groene Hart - 2e du Dutch Food Valley Classic - 2e du Tour de Perth - 2010 - 1re étape de la Jayco Bay Classic - 8e étape du Tour d'Autriche - 3e de la Jayco Bay Classic - 3e de la Clásica de Almería - 3e du Delta Tour Zeeland - 2011 - 3e de la Nokere Koerse |

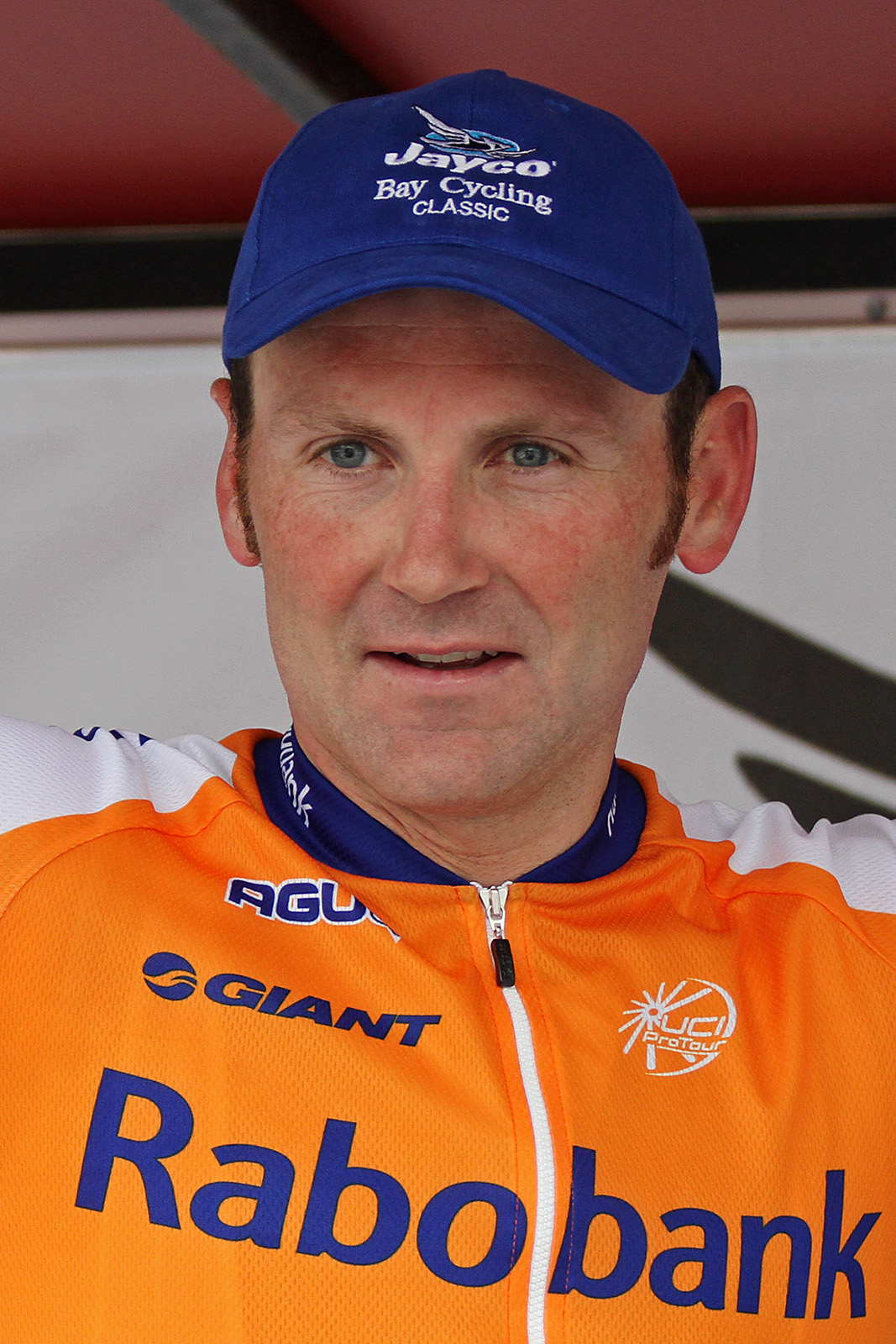
Graeme Brown en 2010

### Résultats sur les grands tours

#### Tour d'Italie
8 participations
- 2002 : hors délais (6e étape)
- 2003 : hors délais (14e étape)
- 2006 : abandon (7e étape)
- 2007 : abandon (3e étape)
- 2008 : abandon (14e étape)
- 2010 : 130e
- 2011 : hors délais (9e étape)
- 2012 : abandon (15e étape)

#### Tour d'Espagne
1 participation
- 2013 : abandon (15e étape)

### Classements mondiaux
| Année                  | 2005 | 2006 | 2007 | 2008 | 2009 | 2010 | 2011 | 2012 | 2013 | 2014 | 2015 |
| ---------------------- | ---- | ---- | ---- | ---- | ---- | ---- | ---- | ---- | ---- | ---- | ---- |
| Classement ProTour     |      | 143e | 166e | 101e |      |      |      |      |      |      |      |
| Calendrier mondial UCI |      |      |      |      | 130e | 150e |      |      |      |      |      |
| UCI World Tour         |      |      |      |      |      |      | 186e | nc   | nc   | nc   |      |
| UCI Asia Tour          | 6e   |      |      |      |      |      |      |      |      |      |      |
| UCI Europe Tour        | 162e |      |      |      |      |      |      |      |      |      |      |
| UCI Oceania Tour       |      |      |      |      |      |      |      |      |      |      | 31e  |

## Distinctions
- Médaillé de l'Ordre d'Australie en 2005[15] (« For service to sport as a Gold Medallist at the Athens 2004 Olympic Games »)